# Dimitri Leonidas
Dimitri Leonidas (en griego; Δημήτρης Λεωνίδας, Brent, Londres, Inglaterra, 14 de noviembre de 1987) es un actor británico, conocido sobre todo por sus papeles en The Monuments Men, Rosewater y Riviera.

## Primeros años
Leonidas nació en Brent, Londres, Inglaterra, hijo de padre griegochipriota y madre británica. También tiene ascendencia galesa por vía materna. Tiene tres hermanas: Stephanie y Georgina, ambas actrices, y Helena, profesora.

## Carrera
Leonidas apareció por primera vez en una película en 1997, como extra en la película de Charles Sturridge, FairyTale: Una historia real. Su primer papel como actor llegó en 2001 en la serie de la BBC Grange Hill, en la que permaneció durante cuatro temporadas. Hasta 2008, fue acreditado principalmente como Shane Leonidas.
En 2009, coprotagonizó la película de terror adolescente Tormented, y en 2010 apareció en Centurión, protagonizada por Michael Fassbender. En los años siguientes, sus trabajos incluyeron la serie de televisión Sinbad, un papel como invitado en Doctor Who y la película española Animales.
Leonidas tuvo un año decisivo en 2013: fue elegido por George Clooney para su drama de la Segunda Guerra Mundial The Monuments Men, protagonizado por el propio Clooney, Matt Damon, Bill Murray y Cate Blanchett. También consiguió un papel en la película de Jon Stewart, Rosewater. Esto le llevó a ser nombrado una de las Estrellas del Mañana de Screen International.
En 2015, Leónidas tuvo un breve papel en la película nominada al Emmy, Killing Jesus. Después apareció en la película de acción Renegades y en la comedia de terror Kill Ben Lyk. De 2017 a 2019, formó parte del reparto de la serie Riviera, a la que siguió un papel en el Netflix drama de ciencia ficción/crimen The One. En 2023, interpretó el papel de Hober Mallow en la segunda temporada de la serie de ciencia ficción Apple TV+, Foundation.